# Lista över textilfibrer
Detta är en lista över fibrer som används för att tillverka textilier.
Det finns två huvudgrupper av textilfibrer: naturfibrer och konstfibrer. Naturfibrer kommer antingen från växtriket och är då främst uppbyggda av cellulosa, eller från djurriket och består då främst av proteiner. Konstfibrer framställs på kemiskt sätt, kemisk-tekniskt sätt eller mekaniskt sätt. De kan vara uppbyggda av till exempel cellulosa, proteiner, kol, petroleum.
Växtfibrer består vanligen av hår (till exempel fröull hos bomull, kapok och rami), kärlsträngar eller delar av dessa (till exempel hos lin och hampa). 

## Naturfibrer
- växtfibrer
  - frö- och fruktfibrer
    - bomull
    - kapok
    - kokos

  - stjälk- och bastfibrer
    - ananasfibrer
    - hampa (Största producent forna Sovjetunionen)
    - jute (Största producent Bangladesh)
    - lin (Största producent forna Sovjetunionen)
    - manilla
    - nässla
    - rami
    - sisal (Största producenter Tanzania, Brasilien)

  - blandmaterial
    - cottolin
- djurfibrer
  - hårfibrer
    - ull från olika djur (Största producent Australien)

  - körtelsekretfibrer
    - silke(Största producent Japan)

## Konstfibrer
- Regenatfibrer (regenat)
  - cellulosa
    - kupro
    - modal
    - viskos = rayon (Största producenter USA, Japan)

  - cellulosaacetat
    - acetat
    - triacetat (CTA)

  - övriga regenererade fibrer
    - protein
- syntetiska fibrer (Största producenter USA, Japan)
  - akryl
    - courtelle
    - dralon
    - orlon

  - elastan
  - kolfiber
  - modakryl
  - olefin
    - meraklon

  - polyamid
    - nylon
    - perlon [1]

  - polyester
    - dacron
    - terylen
    - trevira
    - vestan

  - polyeten (polyetylen, polyten)
  - polypropen
  - polyvinylklorid (PVC, PV)
    - rhovyl

  - uretan
    - lycra [2]

  - vinylal
  - oorganiska fibrer
    - glasfiber
    - metallfiber